# Will Koopman
Will Koopman (Amsterdam, 12 ottobre 1956) è una regista, sceneggiatrice e attrice olandese.
L'8 maggio 2024 ha vinto il Media Oeuvre Award 2024 per tutta la sua carriera, un premio assegnato da NLZiet e Spreekbuis.

## Filmografia (parziale)

### Regia
- Bureau Kruislaan - serie TV (1993,1995)
- Unit 13 - serie TV (1996,1998)
- Vrouwenvleugel is een - serie TV (1995)
- Baantjer - serie TV (1998-2000,2002,2004)
- Gooische Vrouwen - serie TV (2005-2009,2024)
- Terug naar de kust (2009)
- Hart tegen hard - serie TV (2011)
- De verbouwing (2012)
- Assepoester: Een modern sprookje (2014)
- Sneeuwwitje en de zeven kleine mensen (2015)
- De Prinses op de Erwt: Een Modern Sprookje (2016)
- Roodkapje: Een Modern Sprookje (2017)
- All You Need Is Love (2018)
- April, May en June (2019)
- Oogappels - serie TV (2019-in corso)
- Alles op tafel (2021)
- Diepe Gronden  - serie TV (2022)
- Eén grote familie - serie TV (2023)
- Neem me mee (2023)

### Sceneggiature
- Hart tegen hard - serie TV (2011)

### Attrice
- Grijpstra & De Gier - serie TV (2007)
- Gooische Vrouwen - serie TV (2009)